# Aloe ballii

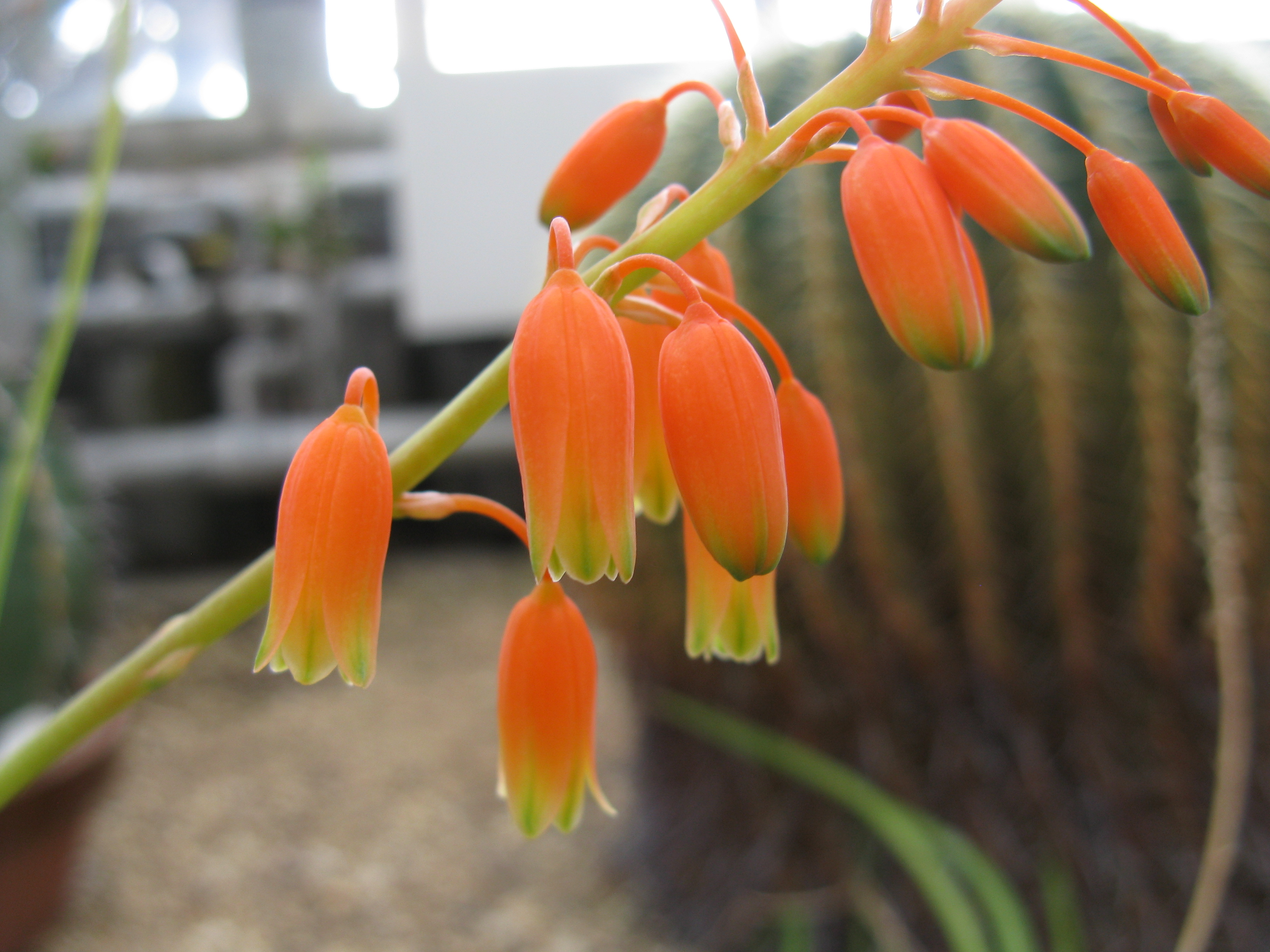
Blüten

Aloe ballii ist eine Pflanzenart der Gattung der Aloen in der Unterfamilie der Affodillgewächse (Asphodeloideae). Das Artepitheton ballii ehrt den Forstbeamten John Stanhope Ball (1926–1976) aus Simbabwe.

## Beschreibung

### Vegetative Merkmale
Aloe ballii wächst stammbildend, ist reich verzweigt und bildet bis zu 50 Rosetten. Die spiralig gewundenen Triebe hängen an steilen Felsen. Sie sind 1 bis 1,5 Meter lang und weisen Durchmesser von 9 Millimeter auf. Die zweizeilig angeordneten Laubblätter sind dreieickig-zugespitzt. Ihre grüne Blattspreite ist 20 bis 30 Zentimeter lang und 1 Zentimeter breit. Die Blattoberfläche ist nahe der Basis mit weißen oder hellgrünen verlängerten Flecken besetzt. Die winzigen weißen Zähne stehen 2 bis 4 Millimeter voneinander entfernt. Zur Blattspitze hin fehlen sie.

### Blütenstände und Blüten
Der einfache, schiefe bis horizontale oder abwärts gebogene Blütenstand erreicht eine Länge von 50 bis 60 Zentimeter. Die ziemlich lockeren, zylindrisch-verschmälerten Trauben sind 12 bis 44 Zentimeter lang und 4 Zentimeter breit. Sie bestehen aus 40 bis 50 Blüten. Die eiförmig-zugespitzten Brakteen weisen eine Länge von 3 Millimeter auf und sind 2 Millimeter breit. Die feuerroten bis hell rötlichorangen, leicht glockenförmigen Blüten stehen an 14 bis 20 Millimeter langen Blütenstielen. Die Blüten sind 12 bis 16 Millimeter lang und an ihrer Basis kurz verschmälert. Auf Höhe des Fruchtknotens weisen sie einen Durchmesser von 4 Millimeter auf, darüber sind sie zur weiten Mündung hin erweitert. Ihre äußeren Perigonblätter sind nicht miteinander verwachsen. Die Staubblätter und der Griffel ragen nicht aus der Blüte heraus.

### Genetik
Die Chromosomenzahl beträgt {\displaystyle 2n=14}.

## Systematik und Verbreitung
Aloe ballii ist in Mosambik und Simbabwe verbreitet. Aloe ballii var. ballii wächst in den Ritzen von Felsflächen in Höhenlagen von 380 bis 400 Metern. Aloe ballii var. makurupiniensis wächst im offenen grasigen Waldland auf Quarzitrippen und Hängen in Höhenlagen von 400 bis 900 Metern.
Die Erstbeschreibung durch Gilbert Westacott Reynolds wurde 1964 veröffentlicht. Es werden folgende Varietäten unterschieden:
- Aloe ballii var. ballii
- Aloe ballii var. makurupiniensis Ellert

Aloe ballii var. makurupiniensis

Die Unterschiede zu Aloe ballii var. ballii sind: sie wächst aufrecht, ist fast stammlos mit bis zu zwölf Rosetten. Die Laubblätter sind bis zu 48,5 Zentimeter lang. Der aufrechte Blütenstand erreicht eine Höhe von bis zu 73 Zentimeter. Die Erstbeschreibung dieser Varietät durch Anthon F. N. Ellert wurde 1998 veröffentlicht.

## Gefährdung
Aloe ballii wird in der Roten Liste gefährdeter Arten der IUCN als „Endangered (EN)“, d. h. stark gefährdet eingestuft.

## Nachweise